# دهستان حومه (کهنوج)
دهستان حومه، یکی از دهستان‌های بخش چاه مرید شهرستان کهنوج در استان کرمان ایران است. مرکز این دهستان، روستای چاه حاجی است.

## جمعیت
بر پایه سرشماری عمومی نفوس و مسکن در سال ۱۳۹۵، جمعیت دهستان حومه برابر با ۵٬۲۳۲ نفر بوده‌است.